# Центральний статистичний офіс Польщі
Центральний статистичний офіс (пол. Główny Urząd Statystyczny, GUS) — національний орган статистики Польщі, центральний орган державної адміністрації.
Голова Центрального статистичного офісу обирається лише на 5 років і має статус міністра.
Центральний статистичний офіс веде кілька загальнодержавних реєстрів, зокрема Державний Реєстр Суб'єктів Економічної Діяльності (пол. Krajowy Rejestr Urzędowy Podmiotów Gospodarki Narodowej, REGON), Державний Реєстр Територіального Поділу Країни (пол. Krajowy Rejestr Urzędowy Podziału Terytorialnego Kraju, TERYT). Останній перепис населення проведений у 2021 році.